# Valentyna Lutajeva
Valentyna Ivanivna Lutajeva (ukrainska: Валентина Іванівна Лутаєва; ryska: Valentina Lutajeva), född 18 juni 1956 i Zaporizjzja, död 10 januari 2023 i Zaporizjzja, var en ukrainsk handbollsspelare som tävlade för Sovjetunionen.
Hon tog OS-guld i damernas turnering i samband med de olympiska handbollstävlingarna 1980 i Moskva.